# 澤井繁男
澤井 繁男（さわい しげお、1954年1月13日 - ）は、日本の作家、評論家、エッセイスト、イタリアルネサンス文学・文化研究家、元関西大学文学部教授、放送大学（大阪学習センター）非常勤講師。本名は茂夫。
公式サイト 澤井繁男 - オフィシャルホームページ

## 人物
北海道札幌市生まれ。北海道札幌南高等学校から、東京外国語大学外国語学部イタリア語学科を卒業、京都大学大学院でイタリア文学を専攻。イタリア・ルネサンス思想の権威清水純一教授に師事。京都大学大学院文学研究科博士課程単位取得満期退学。東京外国語大学時代、第19次『新思潮』に参加して小説を書いた。伊藤整・フォークナー・パヴェーゼに私淑。1999年、東京外国語大学論文博士（学術）取得。
若い頃から腎臓を患い、27歳で人工透析を始め、34歳で臓器移植を受け、44歳で再度透析を始めるという苦闘の年月を送りつつ、イタリア・ルネサンス文学・文化の研究を続ける。その後、試みた腹膜透析は、腹膜炎を併発して1年9ヶ月で失敗。再々度人工透析に戻る。人工透析・臓器移植、さらに腹膜透析の体験をもとに、教育・医療問題にも関心を寄せ、エッセイや評論を発表。1999年12月21日「朝日新聞」紙上で、鷲田清一の身体論に対して、「身体を論じる哲学者はみな健康で、それゆえ『肉体』をなおざりにしているのではないか」（大意）と論じた。
『三田文学』『海燕』『新潮』『文學界』などに作品を発表している。織田作之助賞青春賞選考委員（2005-09年）。長期間、駿台予備学校英語科講師を務めた後、2004年より関西大学文学部教授。(2019年3月末日定年退職)
2001年6月から2006年6月まで、創刊準備号を含めて都合21冊にのぼる、『季刊文芸誌・羚』を、文芸評論家の神谷光信と主宰（全21冊）。平均70頁の四六判で、好評を博した。
高校入学同期（本人は入院加療で2年生を2回している）に、朝日新聞記者で『文藝賞』受賞作家の外岡秀俊、三島賞受賞作家の久間十義、『逍遥通信』発行・編集人の澤田展人、1年後輩で同じ文芸部に所属していた、　新田次郎賞受賞作家の見延典子がいる。また、原田康子とは血の繋がりはないが、遠縁に当たる。

## 受賞歴
- 1984年、小説「雪道」で200号記念北方文藝賞（選考委員：野間宏、八木義徳、吉行淳之介、井上光晴の4人）、第18回北海道新聞文学賞佳作受賞
- 1998年、『ユートピアの憂欝』（海鳴社）などで地中海学会ヘレンド賞受賞
- 2020年、訳書トンマーゾ・カンパネッラ『哲学詩集』にて、日本翻訳家協会賞特別賞受賞[2]
- 『マキァヴェッリ全集』で、ピーコ・デッラ・ミランドラ賞（共訳共同受賞）。

## 著書
- 『ユートピアの憂鬱 カンパネッラ『太陽の都市』の成立』海鳴社 1985
- 『魔術の復権 イタリア・ルネサンスの陰と陽』人文書院 1989
- 『いのちの水際を生きる 透析・腎移植を経て』人文書院 1992
- 『錬金術 宇宙論的生の哲学』講談社現代新書 1992
- 『第1創作集(短編集) 旅道』編集工房ノア 1994
- 『ルネサンス文化と科学』山川出版社 1996
- 『ルネサンスの知と魔術』山川出版社 1998
- 『魔術と錬金術』ちくま学芸文庫 2000
- 『臓器移植体験者の立場から』中央公論新社 2000
- 『第2創作集(短編集) 実生の芽』白地社 2000
- 『イタリア・ルネサンス』講談社現代新書 2001
- 『ナポリの肖像 血と知の南イタリア』中公新書 2001
- 『誰がこの国の英語をダメにしたか』日本放送出版協会・生活人新書 2001
- 『ルネサンス』岩波ジュニア新書 2002
- 『英文読解完全マニュアル』ちくま新書 2002
- 『魔術との出会い いま、再びルネサンスを』山川出版社 2003
- 『マキアヴェリ、イタリアを憂う』講談社選書メチエ  2003
- 『第3創作集(長編) 一者の賦』未知谷 2004（京都新聞朝刊連載）
- 『第4創作集(短編集) 鮮血』未知谷 2004
- 『第5創作集(短編集) 時計台前仲通り』編集工房ノア 2004
- 『腎臓放浪記 臓器移植者からみた「いのち」のかたち』平凡社新書 2005
- 『「ニートな子」をもつ親へ贈る本』PHP研究所 2005
- 『文藝批評 生の系譜 作品に読む生命の諸相』未知谷 2005 第1批評集
- 『京都の時間。京都の歩きかた。』淡交社 2006
- 『第6創作集(長編) 天使の狂詩曲』未知谷 2007
- 『「烏の北斗七星」考―受容する“愛国”』未知谷 2007 第2批評集
- 『からだ、不可解なり』日外アソシエーツ 2007
- 『教育パパ血風録』日外アソシエーツ 2007
- 『魔術師たちのルネサンス　錬金術からコスモロジーへ』青土社 2010
- 『第7創作集(短編集) 鬼面・刺繍』鳥影社 2010
- 『第8創作集(短編集) イルミネイション』風濤社 2012
- 『第9創作集(短編集) 若きマキアヴェリ』東京新聞出版局 2013
- 『評伝 カンパネッラ』人文書院、2015
- 『第10創作集(短編集) 絵』鳥影社、2015
- 『第11創作集(中編) 復帰の日』作品社、2016
- 『第12創作集(長編) 外務官僚マキアヴェリ　湊都ピサ奪還までの十年』未知谷、2017
- 『ルネサンス再入門　複数形の文化』平凡社新書、2017
- 『第13創作集(短編集) 助教・横田弘道/ダヴィデ像』水声社、2017
- 『第14創作集(長編) 八木浩介は未来形』未知谷、2018
- 『自然魔術師たちの饗宴 ルネサンス・人文主義・宗教改革の諸相』春秋社、2018
- 『第15創作集(短編連作集) 三つの街の七つの物語』未知谷、2019
- 『第16創作集(長編) 安土城築城異聞』未知谷、2019(中外日報連載)
- 『第17創作集(長編) 北区西ケ原　留学！できますか？』未知谷、2020
- 『カンパネッラの企て―神が孵化するとき』新曜社、2021
- 『検証伊藤整―戦時下と敗戦後の諸作品』藤田印刷エクセレントブックス、2021
- 『第18創作集 澤井繁男 小説・評論集』平凡社、2022
- 『魔術師列伝』平凡社、2023
- 『ルネサンス文化講義　南北の視座から考える』山川出版社、2023
- 『心体のひびき』インパクト出版会、2023
- 『戦時下の伊藤整日記』を読む 私家版、2023
- 『第19創作集 二〇二〇年という幕末(短編集)』作品社、2024
- 『第20創作集 騎士（短編集）』未知谷、2024

### 翻訳
- ジェローラモ・カルダーノ『カルダーノ自伝　ルネサンス万能人の生涯』清瀬卓共訳 海鳴社、1980／平凡社ライブラリー、1995
- ジャンバッティスタ・デッラ・ポルタ『自然魔術』青土社、1990／講談社学術文庫、 2017
- ジャンバッティスタ・デッラ・ポルタ『自然魔術 人体篇』青土社、1996
- トンマーゾ・カンパネッラ『ガリレオの弁明 ルネサンスを震憾させた宇宙論の是非』工作舎、1991／ちくま学芸文庫、2002
- 『戦争の技術　マキァヴェッリ全集（1）』服部文彦共訳、筑摩書房、1998
- エウジェニオ・ガレン『ルネサンス文化史』平凡社、2000／平凡社ライブラリー、2011
- ウィリアム・J・バウズマ『ルネサンスの秋 1550-1640』みすず書房、2012
- ファーガソンほか『ルネサンス 六つの論考』　国文社、2013（全6名でのシンポジウム集）
- トンマーゾ・カンパネッラ『哲学詩集』水声社、2020
- カート・セリグマン『魔法－その歴史と正体』平凡社ライブラリー、2021（平田寛訳を改訂補訳）
- トンマーゾ・カンパネーラ『事物の感覚と魔術について』国書刊行会、2022

### 受験問題集「編著」ほか
- 『クックの小屋はごみテレビ（本文担当）』吉村元男監修 文研出版、1980
- 『現代英語入試問題の諸相』山口書店、初版1985、新訂版1989、三訂版1998
- 『イフェクティヴ長文読解』竹岡広信共著、エスト出版、1996

#### 監修/責任編集
- 『アニメ・コミックから読み解く錬金術』宝島社、2004
- 『「錬金術」がよくわかる本　賢者の石からエリクサー、ホムンクルスまで』PHP文庫、 2008
- 『イタリアルネサンス文学・哲学コレクション (全6巻)』 水声社、2019-2024